# الناظرية (عين العرب)
الناظرية قرية سوريّة تتبع إداريّاً لمحافظة حلب منطقة عين العرب ناحية مركز عين العرب، بلغ تعداد سكانها 330 نسمة حسب التعداد السكاني لعام 2004.